# Plumpton (East Sussex)
Plumpton é um vilarejo e paróquia civil localizado em East Sussex, na região sudeste da Inglaterra.